# Oxalis incarnata
Oxalis incarnat
Espèce
L'Oxalis incarnat (Oxalis incarnata) est une espèce de plantes de la famille des Oxalidacées.